# Kalmusia
Kalmusia is een geslacht van schimmels behorend tot de familie Didymosphaeriaceae. De typesoort is Kalmusia ebuli. 

## Soorten
Volgens Index Fungorum telt het geslacht 29 soorten (peildatum november 2023):
| Soortnaam              | Auteur(s)                                      | Publicatiejaar |
| ---------------------- | ---------------------------------------------- | -------------- |
| Kalmusia actinidiae    | Ablak. & Koval                                 | 1961           |
| Kalmusia amphiloga     | (Petr.) O.E. Erikss.                           | 2006           |
| Kalmusia araucariae    | Crous                                          | 2020           |
| Kalmusia argentinensis | Speg.                                          | 1902           |
| Kalmusia aspera        | Morgan                                         | 1905           |
| Kalmusia astronii      | Bat., Nascim. & Cif.                           | 1957           |
| Kalmusia chilensis     | Speg.                                          | 1910           |
| Kalmusia clivensis     | (Berk. & Broome) M.E. Barr                     | 1987           |
| Kalmusia coffeicola    | Speg.                                          | 1909           |
| Kalmusia cordylines    | Kular., Senan. & K.D. Hyde                     | 2022           |
| Kalmusia delognensis   | (Speg. & Roum.) G. Winter ex Petr.             | 1921           |
| Kalmusia ebuli         | Niessl                                         | 1872           |
| Kalmusia epimelaena    | Sacc.                                          | 1914           |
| Kalmusia erioi         | Samarak., Thambugala & K.D. Hyde               | 2020           |
| Kalmusia eucalyptina   | Speg.                                          | 1909           |
| Kalmusia italica       | Thambug., Camporesi & K.D. Hyde                | 2015           |
| Kalmusia jasmini       | Sousa da Câmara & Luz                          | 1941           |
| Kalmusia lactucae      | Rehm                                           | 1909           |
| Kalmusia longispora    | (Verkley, Göker & Stielow) Ariyaw. & K.D. Hyde | 2014           |
| Kalmusia oranensis     | Speg.                                          | 1909           |
| Kalmusia orysopsidis   | M.T. Lucas & Sousa da Câmara                   | 1955           |
| Kalmusia philippinarum | Rehm                                           | 1914           |
| Kalmusia pinicola      | Bonar                                          | 1965           |
| Kalmusia sarothamni    | Feltgen                                        | 1901           |
| Kalmusia spartii       | Wanas., Camporesi, E.B.G. Jones & K.D. Hyde    | 2015           |
| Kalmusia stromatica    | Cooke & Massee                                 | 1891           |
| Kalmusia surrecta      | (Cooke) Sacc.                                  | 1883           |
| Kalmusia utahensis     | (Ellis & Everh.) Huhndorf & M.E. Barr          | 1992           |
| Kalmusia variispora    | (Verkley, Göker & Stielow) Ariyaw. & K.D. Hyde | 2014           |